# 적분인자
적분인자(積分因子, integrating factor)는 미분방정식을 풀기 위해 사용되는 함수이다. 상미분방정식을 풀 때 주로 사용된다.
다음 방정식 풀이에서 {\displaystyle \mu (x)} 가 적분인자에 해당한다.
{\displaystyle \mu y'+\mu py=\mu g}
{\displaystyle ={{d} \over {dt}}\left[\mu y\right]=\mu y'+\mu 'y}
{\displaystyle \mu '=\mu p\implies {{d\mu } \over \mu }=pdt}
{\displaystyle \ln \mu =\int pdt+C}
{\displaystyle \therefore \ \mu (t)=\exp \left[\int pdt\right],\qquad (c=1)}
{\displaystyle \mu y=\int \mu gdt+C}
{\displaystyle \therefore \ y(t)={1 \over \mu }\left[\int \mu gdt+C\right].}
이때 {\displaystyle \mu (t)\neq 0}이고 {\displaystyle p(t),g(t)} 가 적분가능함수임을 확인해야 한다.

## 같이 보기
- 매개변수변환법
- 곱 규칙
- 몫 규칙
- 행렬 지수 함수